# Петър Ангелов (скиор)
Вижте пояснителната страница за други личности с името Петър Ангелов.
Петър Иванов Ангелов е български олимпиец, участвал в състезанията по ски алпийски дисциплини в зимните олимпийски игри в Кортина д'Ампецо през 1956 г.

## Биография
Роден е на 29 март 1932 година. Участва в състезанията по спускане, гигантски слалом и слалом на седмите зимни олимпийски игри, провели се в Кортина д'Ампецо през 1956 година. 
Резултати от Кортина д'Ампецо 1956 
Спускане: 27-и от 75 състезатели
Гигантски слалом: 44-ти от 96 състезатели
Слалом: 32-ри от 89 състезатели